# 博布里齊卡博利亞爾卡
50°38′3″N 28°1′24″E / 50.63417°N 28.02333°E
博布里齊卡博利亞爾卡（烏克蘭語：Бобрицька Болярка），是烏克蘭北部的村莊，隸屬日托米爾州的茲維亞赫爾區。該村面積0.48平方公里，海拔高度224米，2001年人口44。